# Parafia św. Michała Archanioła w Derby
Parafia św. Michała Archanioła w Derby (ang. St. Michael the Archangel Parish) – parafia rzymskokatolicka położona w Derby w stanie Connecticut w Stanach Zjednoczonych.
Jest ona jedną z wielu etnicznych, polonijnych parafii rzymskokatolickich w Nowej Anglii z mszą św. w j. polskim dla polskich imigrantów.
Nazwa parafii jest związana z patronem św. Michałem Archaniołem.
Ustanowiona w 1905 roku.

## Historia
15 lipca 1905, biskup Hartford Michael Tierney ustanowił parafię św. Michała Archanioła. Ks. Stanisław Konieczny CM, został mianowany proboszczem założycielem. Durrschmidt Hall na Main St., został wynajęty na msze św., a pierwsza miała miejsce 20 sierpnia 1905. Nowy kościół został poświęcony  4 lipca 1907 przez ks. John Synnott, który reprezentował biskupa Hartford Michael Tierney.